# 鼓楼东大街
39°56′22″N 116°23′39″E / 39.93941°N 116.39427°E
鼓楼东大街是北京市东城区西北部的一条大街。

## 简介
鼓楼东大街位于北京市东城区西北部，东起交道口东大街，西到地安门外大街，和鼓楼西大街相连接。鼓楼东大街因位于北京鼓楼以东而得名。
鼓楼东大街的东段（锣鼓巷至交道口），明朝时称“顺天府街”，西段（锣鼓巷至鼓楼）无名称。清朝乾隆十五年《京城全图》中，没有顺天府街，东、西两段统称“鼓楼东大街”。1965年北京市整顿地名，将该大街西段南侧的东醋胡同、中醋胡同、西醋胡同并入。
鼓楼东大街历史绵长，商业十分发达，特别是以靠近北京鼓楼的该大街西段最为繁盛。该大街东端与交道口东大街相连接，连接之处即交道口，相传是元朝时的柴市，如今是东城区的商业区。
2005年，鼓楼东大街接受整治重修，清除了违章建筑，便道改用仿古青砖漫地，大街两侧建筑的外立面全部装饰为老北京建筑风格，其中永安堂药店、吴裕泰等老字号的门脸经过修缮成为亮点。